# 後申陶夫峰

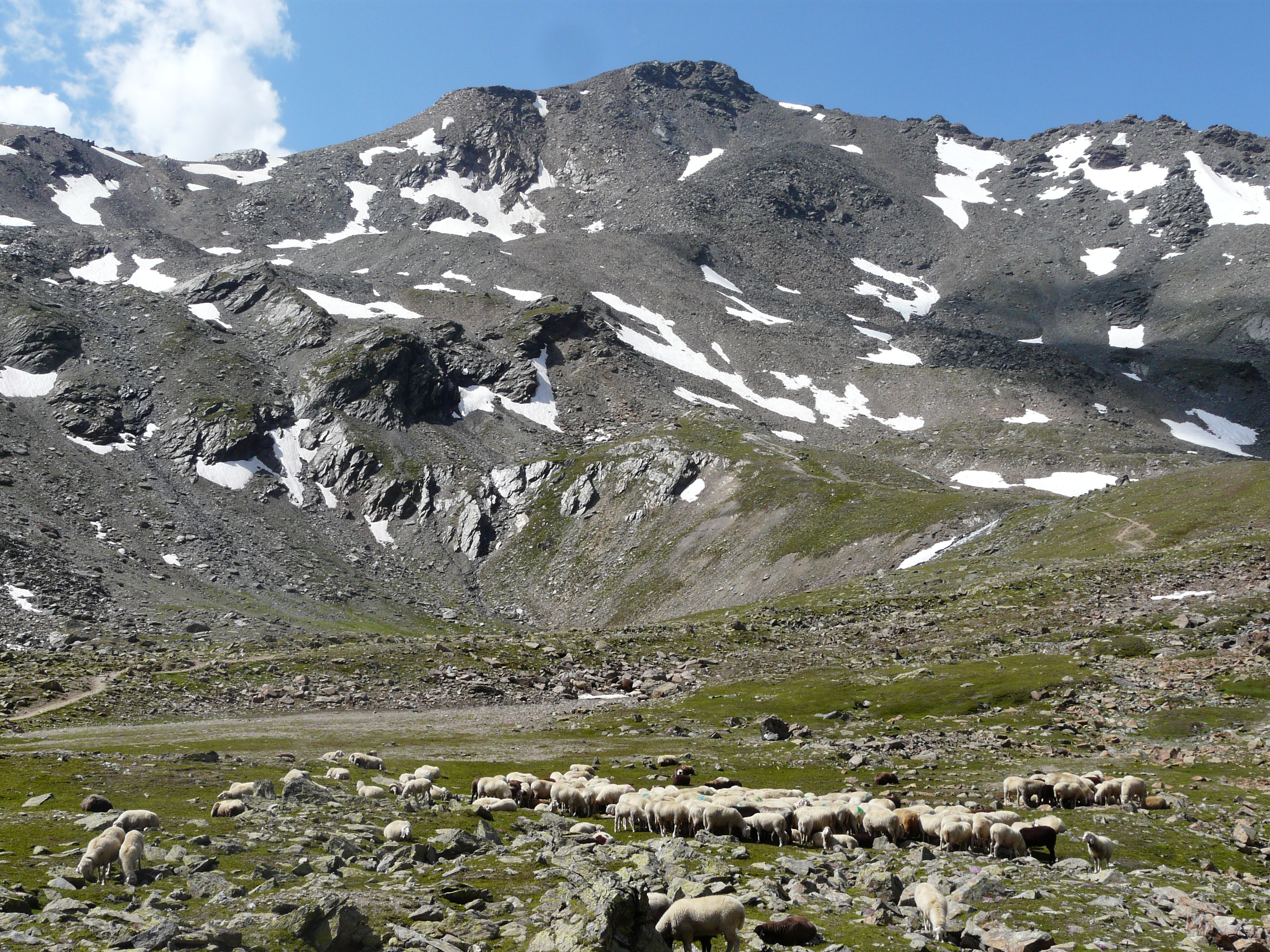

46°30′10″N 10°37′43″E / 46.50278°N 10.62861°E
後申陶夫峰（德語：Hintere Schöntaufspitze）是意大利博爾扎諾-南蒂羅爾自治省的山峰，位於該國東北部，屬於奥特莱斯山的一部分，海拔高度3,325米，人類在1865年8月首次登頂。